# European Film Academy Young Audience Award
L'European Film Academy Young Audience Award viene assegnato al miglior film europeo dell'anno dal 2013 votato da un pubblico di ragazzi tra i 12 e 14 anni in 43 città europee.

## Vincitori e candidati
L'elenco mostra il vincitore di ogni anno, seguito da chi ha ricevuto una candidatura. Per ogni film viene indicato il titolo italiano, titolo originale (tra parentesi) e il nome del regista.

### 2010
- 2013
  - Nono, het Zigzag Kind, regia di Vincent Bal (Paesi Bassi)
  - La bottega dei suicidi (Le magasin des suicides), regia di Patrice Leconte (Francia/Canada/Belgio)
  - Kopfüber, regia di Bernd Sahling (Germania)

- 2014
  - Spijt!, regia di Dave Schram (Paesi Bassi)
  - MGP missionen, regia di Martin Miehe-Renard (Danimarca)
  - Windstorm - Liberi nel vento (Ostwind - Grenzenlos Frei), regia di Katja von Garnier (Germania)

- 2015
  - Il ragazzo invisibile, regia di Gabriele Salvatores (Italia)
  - Min lilla syster, regia di Sanna Lenken (Svezia/Germania)
  - You're Ugly Too, regia di Mark Noonan (Irlanda)

- 2016
  - Jamais contente, regia di Emilie Deleuze (Francia)
  - Pojkarna, regia di Alexandra-Therese Keining (Svezia/Finlandia)
  - Rauf, regia di Soner Caner e Baris Kaya (Turchia)

- 2017
  - Tschick, regia di Fatih Akın (Germania)
  - La mia vita da Zucchina (Ma vie de Courgette), regia di Claude Barras (Francia/Svizzera)
  - Das Mädchen vom Änziloch, regia di Alice Schmid (Svizzera)

- 2018
  - Wallay, regia di Berni Goldblat (Francia/Burkina Faso)
  - Hobbyhorse Revolution, regia di Selma Vilhunen (Finlandia)
  - La fuga: Girl in Flight, regia di Sandra Vannucchi (Svizzera/Italia)

- 2019
  - Vechtmeisje, regia di Johan Timmers (Paesi Bassi/Belgio)
  - Los Bando, regia di Christian Lo (Norvegia/Svezia)
  - Old Boys, regia di Toby MacDonald (Regno Unito/Svezia)

### 2020
- 2020
  - Mio fratello rincorre i dinosauri, regia di Stefano Cipani (Italia/Spagna)
  - Mijn bijzonder rare week met Tess, regia di Steven Wouterlood (Paesi Bassi/Germania)
  - Rocca verändert die Welt, regia di Katja Benrath (Germania)
- 2021
  - Flukten over grensen, regia di Johanne Helgeland (Norvegia)
  - Pinocchio, regia di Matteo Garrone (Italia/Francia)
  - Wolfwalkers - Il popolo dei lupi (Wolfwalkers), regia di Tomm Moore e Ross Stewart (Irlanda/Lussemburgo/Francia)
- 2022
  - Animal, regia di Cyril Dion (Francia)
  - Comedy Queen, regia di Sanna Lenken (Svezia)
  - Träume sind wie wilde Tiger, regia di Lars Montag (Germania)
- 2023
  - Scrapper, regia di Charlotte Regan (Regno Unito)
  - L'amour du monde, regia di Jenna Hasse (Svizzera)
  - One in a million, regia di Joya Thome (Germania)
- 2024
  - La vita straordinaria di Ibelin (Ibelin), regia di Benjamin Ree ·  Norvegia
  - Lars er LOL, regia di Eirik Sæter Stordahl ·  Norvegia ·  Danimarca
  - Sieger sein, regia di Soleen Yusef ·  Germania